# Ceredig
Ceredig is de (mogelijk legendarische) stichter en naamgever van het koninkrijk Ceredigion in west-Wales. Er wordt gesteld dat hij een zoon was van Cunedda, er moet echter niet uitgesloten worden dat dit een latere (9e-eeuwse) traditie is, bedoeld om de aanspraken van de koningen van Gwynedd op Ceredigion te onderbouwen.
Van pDavid, de patroonheilige van Wales, wordt gezegd dat hij stamde uit het huis van Ceredig.